# Suntech Power
Suntech Power (chinesisch 尚德电力控股有限公司, Pinyin Shàngdé dìanlì kònggǔ yǒuxiàn gōngsī) war zeitweise der weltgrößte Produzent von Solarmodulen aus kristallinem Silizium. Die Firma wurde 2001 von Shi Zhengrong gegründet, ihr Sitz ist Wuxi in China. Sie erreichte 2009 eine Produktionskapazität von 1 GW Modulleistung jährlich. Im März 2013 geriet die Firma in erhebliche Zahlungsschwierigkeiten und meldete Insolvenz an.
2014 wurde Wuxi Suntech von der chinesischen Shunfeng International Clean Energy (SFCE) übernommen.